# كارين هيغا
كارين هيغا (بالإنجليزية: Karin Higa)‏ هي مؤرخة الفن أمريكية، ولدت في 19 يونيو 1966 في لوس أنجلوس في الولايات المتحدة، وتوفيت في 29 أكتوبر 2013 بسبب سرطان.